# 柳舘毅
柳舘 毅（やなぎだて つよし、1957年2月15日 - ）は、日本の競泳選手。専門は個人メドレー・自由形。元自由形・バタフライ・個人メドレー日本記録保持者。1976年モントリオールオリンピック競泳日本代表。

## 経歴
尾道高校、早稲田大学卒業。
1973年世界水泳選手権では200m個人メドレー14位・400m個人メドレー16位で予選敗退に終わった。
1974年アジア競技大会では、200m個人メドレー2位、400m個人メドレーでは優勝を果たした。
1976年モントリオールオリンピックでは200m自由形で1分58秒04の日本新記録を更新したが予選敗退。400m個人メドレーでも4分39秒27の日本新記録を更新したが予選敗退した。
1978年アジア競技大会では、100m自由形・400m個人メドレー・400mリレー・800mリレーで4冠を達成した。
高校総体で優勝経験があり、日本学生選手権では200m個人メドレー・400m個人メドレー・400mメドレーリレーの3種目で4連覇と合計12度の優勝を果たしている。

## 主な実績
- 1972年全国高等学校総合体育大会　400m個人メドレー優勝[1]　400mメドレーリレー優勝[8]
- 1972年日本選手権　200m個人メドレー2位[9]
- 1973年日本選手権　200m個人メドレー優勝　400m個人メドレー優勝[9]
- 1973年世界水泳選手権　200m個人メドレー14位　400m個人メドレー16位・日本新（4分49秒24）[4]
- 1974年日本選手権　200m個人メドレー優勝　400m個人メドレー2位[9]
- 1974年アジア競技大会　200m個人メドレー2位　400m個人メドレー優勝[4]
- 1975年日本選手権　200m自由形・日本新（1分59秒96）　400m自由形・日本新（4分15秒39）　200m個人メドレー・日本新（予選2分14秒06、決勝2分13秒26）　400m個人メドレー・日本新（4分45秒46）[10]
- 1975年日本学生選手権　200m個人メドレー優勝　400m個人メドレー優勝　400mメドレーリレー優勝[2]
- 1975年東ドイツ国際大会　400m自由形・日本新（予選4分15秒25、決勝4分13秒84）　400m個人メドレー・日本新（4分41秒28）[10]
- 1976年モントリオールオリンピック　200m自由形34位・日本新（1分58秒04）　400m個人メドレー16位・日本新（4分39秒27）[4]
- 1976年日本選手権　200m個人メドレー優勝・日本新（2分11秒95）　400m個人メドレー2位[9]
- 1976年日本学生選手権　200m個人メドレー優勝　400m個人メドレー優勝　400mメドレーリレー優勝[2]
- 1977年日本学生選手権　200m個人メドレー優勝　400m個人メドレー優勝　400mメドレーリレー優勝[2]
- 1978年日本選手権　200m個人メドレー優勝・日本新（2分10秒73）　[9]
- 1978年日本学生選手権　200m個人メドレー優勝・日本新（2分09秒88）　400m個人メドレー優勝・日本新（4分37秒99）　400mメドレーリレー優勝[2]　800mフリーリレーの第1泳者として1分56秒70の日本新[11]
- 1978年アジア競技大会　100m自由形優勝　200m個人メドレー優勝　400m個人メドレー2位　400mリレー優勝　800mリレー優勝[4]